# Етторе Каффаратті
Етторе Каффаратті (італ. Ettore Caffaratti, 12 травня 1886 — 9 січня 1969) — італійський вершник.
Срібний призер Олімпійських Ігор 1920 року в командному триборстві, бронзовий призер 1920 (індивідуальне триборство), 1920 (командний конкур) років.